# Полянська сільська рада (Славутський район)
По́лянська сільська́ ра́да — адміністративно-територіальна одиниця та орган місцевого самоврядування у Славутському районі Хмельницької області. Адміністративний центр — село Полянь.

## Загальні відомості
Полянська сільська рада утворена в 1955 році.
- Територія ради: 71,82 км²
- Населення ради: 1 387 осіб (станом на 2001 рік)
- Територією ради протікає річка Горинь

## Населені пункти
Сільській раді підпорядковані населені пункти:
- с. Полянь
- с. Колом'є
- с. Комарівка
- с. Хоровиця

## Склад ради
Рада складається з 16 депутатів та голови.
- Голова ради: Ліпська Любов Петрівна

### Керівний склад попередніх скликань
| Прізвище, ім'я, по батькові      | Основні відомості                                                               | Дата обрання | Дата звільнення |
| -------------------------------- | ------------------------------------------------------------------------------- | ------------ | --------------- |
| Шатковський Костянтин Вацлавович | Сільський голова, 1963 року народження, освіта вища, безпартійний               | 26.03.2006   | 31.10.2010      |
| Шатковський Костянтин Вацлавович | Сільський голова, 1963 року народження, освіта вища, безпартійний               | 31.10.2010   | 17.02.2014      |
| Ліпська Любов Петрівна           | Сільський голова, 1967 року народження, освіта середня спеціальна, позапартійна | 25.05.2014   |                 |

Примітка: таблиця складена за даними сайту Верховної Ради України

### Депутати
За результатами місцевих виборів 2010 року депутатами ради стали:

#### За суб'єктами висування
| Суб'єкт висування           | Кількість обраних депутатів | %    |
| --------------------------- | --------------------------- | ---- |
| Самовисування               | 7                           | 43,8 |
| Народна партія              | 4                           | 25   |
| Комуністична партія України | 3                           | 18,8 |
| Єдиний Центр                | 2                           | 12,5 |

#### За округами
| № округу                    | Прізвище, ім'я, по батькові    | Дата визнання обраним | Освіта  | Партійна приналежність            | Відомості про обраного депутата                        |
| --------------------------- | ------------------------------ | --------------------- | ------- | --------------------------------- | ------------------------------------------------------ |
| Єдиний Центр                |                                |                       |         |                                   |                                                        |
| 6                           | Вдовіченко Галина Василівна    | 01.11.2010            | середня | позапартійна                      | пенсіонер                                              |
| 9                           | Свєцька Любов Іванівна         | 01.11.2010            | середня | позапартійна                      | Полянська сільська рада, зав.клубом с. Коломє          |
| Комуністична партія України |                                |                       |         |                                   |                                                        |
| 2                           | Колесник Іван Іванович         | 01.11.2010            | середня | член Комуністичної партії України | пенсіонер                                              |
| 3                           | Ліпський Валерій Володимирович | 01.11.2010            | середня | позапартійний                     | тимчасово не працює                                    |
| 16                          | Шпак Олександр Вікторович      | 01.11.2010            | вища    | позапартійний                     | тимчасово не працює                                    |
| Народна Партія              |                                |                       |         |                                   |                                                        |
| 4                           | Гаврилюк Надія Миколаївна      | 01.11.2010            | середня | позапартійна                      | Славутський територіальний центр, соціальний робіт-ник |
| 8                           | Кисельов Микола Олександрович  | 01.11.2010            | середня | позапартійний                     | Супермаркет"Наш Край", охоронець                       |
| 14                          | Мазур Валентин Михайлівна      | 01.11.2010            | середня | позапартійна                      | Полянська сільська рада, землевпорядник                |
| 15                          | Ковба Олександр Леонідович     | 01.11.2010            | вища    | позапартійний                     | Нетішинський земельний відділ, спеціаліст              |
| Самовисування               |                                |                       |         |                                   |                                                        |
| 1                           | Дондюк Василь Іванович         | 01.11.2010            | середня | позапартійний                     | Полянське СЛКГ, директор                               |
| 5                           | Висоцьки Богдан Анатолійович   | 01.11.2010            | вища    | член Партії регіонів              | Хмельницька АЕС, провідний інженер                     |
| 7                           | Гончар Микола Григорович       | 01.11.2010            | вища    | позапартійний                     | Хмельницька АЕС, головний технолог                     |
| 10                          | Хома Михайло Васильович        | 01.11.2010            | вища    | позапартійний                     | Полянський НВК, вчитель                                |
| 11                          | Плисюк Іларій Петрович         | 01.11.2010            | вища    | позапартійний                     | Славутський піщаний кар'єр, енергетик                  |
| 12                          | Поліщук Ніна Іванівна          | 01.11.2010            | середня | позапартійна                      | Полянськасільська рада, бухгалтер                      |
| 13                          | Ліпська Любов Петрівна         | 01.11.2010            | середня | позапартійна                      | Полянська сільська рада, секретар                      |

## Господарська діяльність
Основним видом господарської діяльності сільської ради є сільськогосподарське виробництво.

## Населення
Згідно з переписом УРСР 1989 року чисельність наявного населення села становила 2072 особи, з яких 897 чоловіків та 1175 жінок.
За переписом населення України 2001 року в селі мешкала 1381 особа.

### Мова
Розподіл населення за рідною мовою за даними перепису 2001 року:
| Мова       | Відсоток |
| ---------- | -------- |
| українська | 97,98 %  |
| російська  | 1,95 %   |